# یواس‌اس راندال (ای‌پی‌ای-۲۲۴)
یواس‌اس راندال (ای‌پی‌ای-۲۲۴) (به انگلیسی: USS Randall (APA-224)) یک کشتی بود که طول آن ۴۵۵ فوت (۱۳۹ متر) بود. این کشتی در سال ۱۹۴۴ ساخته شد.